# Gigean

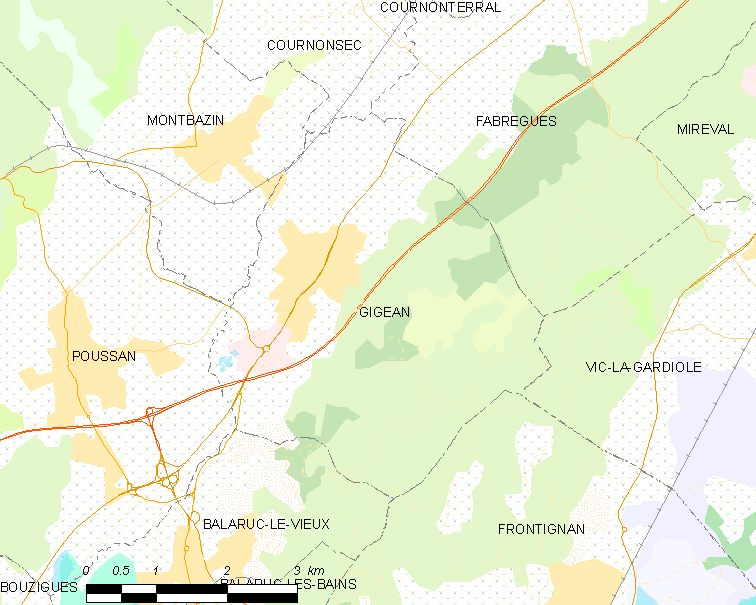
Mapa

 Gigean  es una población y comuna francesa, situada en la región de Occitania, departamento de Hérault, en el distrito de Montpellier y cantón de Frontignan.

## Demografía
| 1704 | 1847 | 2135 | 2021 | 2529 | 3552 | 6258 |
| Para los censos de 1962 a 1999 la población legal corresponde a la población sin duplicidades (Fuente: INSEE [Consultar]) |      |      |      |      |      |      |